# آهارون گالستیان
آهارون گاروسی گالستیان ( انگلیسی: Aharon Garushovich Galstyan؛ شناخته‌شده تحت عنوان (انگلیسی: The Taxi Driver Poisoner,) زادهٔ ۱۹۷۰) قاتل زنجیره‌ای و سارق ارمنی‌تبار اهل روسیه است که در سنت پترزبورگ فعالیت می‌کرد. وی با داروی آزالپتین مسافران خود را بی‌هوش می‌کرد و اشیای قیمتی‌شان را سرقت می‌کرد در هفت مورد منجر به مرگ قربانیان انجامید که اجسادشان در نزدیکی آب رها شدند. گالستیان با وجود اصرار بر بی‌گناهی خویش مجرم شناخته شد وی به حبس ابد بدون هیچ شانسی برای آزادی مشروط محکوم شد.

## زندگی‌نامه
وی در ۱۹۷۰ در جمهوری شوروی سوسیالیستی ارمنستان به دنیا آمد.